# A. R. Rahman
Allah Rakha Rahman születési nevén A. S. Dileep Kumar; Madras (ma Csennai), 1966. január 6. –) indiai zeneszerző, lemezproducer, énekes, dalszerző. 2010-ben az indiai kormánytól megkapta a Padma Bushan-díjat. Beceneve: "Csennai Mozartja". 2009-ben felkerült a Time magazin 100 legbefolyásosabb személyének listájára.

## Élete
1967. január 6-án született Csennai (akkori nevén Madrász) városában. Apja R. K. Shekhar zeneszerző volt. Rahman négyéves korában kezdett zongorázni.
Apja halála után az ő hangszereinek kölcsönzéséből származó bevétel biztosította a jövedelmet a család számára. Rahmant anyja, Kareema nevelte fel. Rahman a Padma Seshadri Bala Bhavan iskolában tanult, de dolgoznia is kellett, hogy eltartsa a családját. Ezek miatt gyakran hiányzott az órákról, és megbukott a vizsgákon. Mrs. YGP igazgatónő azt mondta Rahman anyjának, hogy fiának többet kéne figyelnie a tanulásra. Rahman egy 2012-es interjúban viszont elmondta, hogy az igazgatónő voltaképpen azt mondta, hogy küldje az utcára a fiát, és ne járassa iskolába. Rahman egy évig az MCN nevű iskolába járt, majd a Madras Christian College Higher Secondary School tanulója lett, ahol együttest alapított. Végül otthagyta az iskolát, és teljes mértékben a zenére koncentrált.
Billentyűsként játszott a Roots nevű együttesben, illetve a Nemesis Avenue nevű rockegyüttes alapítója. Több hangszeren is játszik, például billentyűn, zongorán, szintetizátoron, harmóniumon és gitáron. A szintetizátor különösen tetszett neki, mivel a "zene és a technológia ideális keverékének" tartotta.
11 éves korában kezdett játszani M. K. Arjunan zeneszerző zenekarában.
Nyugati klasszikus zenéből diplomázott az iskolában. Anyja gyakorló hindu volt. Rahman 23 éves korában áttért az iszlám vallásra a családtagjaival együtt, majd Allahrakha Rahmanra (A. R. Rahman) változtatta a nevét.